# Zodarion korgei
Zodarion korgei là một loài nhện trong họ Zodariidae.
Loài này thuộc chi Zodarion. Zodarion korgei được Jörg Wunderlich miêu tả năm 1980.